# Carlo Gnocchi
Carlo Gnocchi (ur. 25 października 1902 w San Colombano al Lambro, zm. 28 lutego 1956 w Mediolanie) – włoski prezbiter rzymskokatolicki, kapelan strzelców alpejskich, członek antyfaszystowskiego ruchu oporu, opiekun inwalidów i sierot wojennych, błogosławiony Kościoła katolickiego.

## Życiorys

### Młodość i pierwsze lata kapłaństwa
Był najmłodszym dzieckiem Enrica Gnocchiego, szlifierza marmuru i Clementiny z d. Pasta, krawcowej. W wieku pięciu lat został osierocony przez ojca. Jego dwaj starsi bracia zmarli w młodości.
W 1915 roku wstąpił do seminarium diecezjalnego, a w 1921 roku – do wyższego seminarium duchownego w Mediolanie. Święcenia kapłańskie odebrał w 1925 roku.
W pierwszych latach posługi kapłańskiej pracował jako duszpasterz dzieci i młodzieży. Sukcesy, jakie odnosił na tym polu, sprawiły, że przełożeni kościelni skierowali go do pracy duszpasterskiej z młodzieżą uniwersytecką. W 1933 roku został kapelanem Seconda Legione Universitaria – tj. mediolańskiego legionu Milicji Uniwersyteckiej, będącej studenckim odłamem faszystowskich „Czarnych Koszul”. Trzy lata później objął funkcję kierownika duchowego w L’Istituto Gonzaga, jednej z najbardziej prestiżowych szkół w Mediolanie.

### II wojna światowa
Po przystąpieniu Włoch do II wojny światowej zgłosił się ochotniczo do służby jako kapelan wojskowy. Decyzja ta była podyktowana chęcią towarzyszenia swoim młodym podopiecznym, spośród których wielu zgłosiło się lub zostało powołanych w szeregi armii. Wiosną 1941 roku jako kapelan w 3 Dywizji Strzelców Alpejskich „Julia” uczestniczył w wojnie grecko-włoskiej. W lipcu 1942 roku w szeregach 2 Dywizji Strzelców Alpejskich „Tridentina” znalazł się na froncie wschodnim. Gdy zimą 1942/43 roku włoska 8. Armia została rozgromiona przez Sowietów w walkach nad Donem, ks. Gnocchi wraz z jej niedobitkami był zmuszony pokonać kilkusetkilometrową trasę odwrotu na zachód. Bliski śmierci z zimna i wyczerpania został uratowany przez jednego z oficerów.
Powróciwszy do ojczyzny, podjął się opieki nad wdowami i sierotami po poległych towarzyszach broni. Po upadku reżimu Mussoliniego i rozpoczęciu niemieckiej okupacji Włoch związał się z chadeckim odłamem antyfaszystowskiego ruchu oporu. Współpracował z partyzantką, pomagał Żydom i osobom poszukiwanym przez Gestapo w ucieczce na terytorium neutralnej Szwajcarii. W październiku 1944 roku został aresztowany przez Niemców, lecz po dziesięciu dniach wyszedł na wolność dzięki interwencji arcybiskupa Mediolanu, kardynała Alfreda Ildefonsa Schustera.

### Okres powojenny
Po 1945 roku ks. Gnocchi poświęcił się działalności na rzecz ofiar wojny. Objął funkcję dyrektora Instituto Grandi Invalidi i Arosio, mediolańskiego domu opieki dla sierot i inwalidów wojennych. Utworzył organizację Federazione Pro Infanzia Mutilata, w 1952 roku przekształconą  w fundację Pro Juventute. W 1949 roku premier Alcide De Gasperi powołał go na swego doradcę do spraw dzieci-inwalidów wojennych. Niedługo później domy opieki utworzone przez fundację ks. Gnocchiego powstały w innych regionach Włoch. Działalność społeczna i humanitarna przyniosła mu przydomek „Ojca kalekich dzieci”. Jego podopieczni zwali go swym „Aniołem Stróżem” .
Ksiądz Gnocchi zmarł na chorobę nowotworową w lutym 1956 roku. Przed śmiercią postanowił oddać swoje rogówki do przeszczepu dwojgu niewidomym dzieciom (była to pierwsza taka operacja w historii włoskiej medycyny) . Decyzja ta wywołała duże kontrowersje ze względu na fakt, iż donacja narządów nie była w tym czasie uregulowana we włoskim systemie prawnym; w doktrynie katolickiej także nie wypracowano jeszcze stanowiska wobec tej kwestii. Gest ks. Gnocchiego miał istotny wpływ na uchwalenie przez włoski parlament prawa regulującego przeszczepy narządów. Publiczne uznanie dla jego czynu wyraził również papież Pius XII, tym samym po raz pierwszy ogłaszając poparcie Kościoła katolickiego dla transplantologii .

## Proces beatyfikacyjny
Proces beatyfikacyjny ks. Gnocchiego rozpoczął się w 1987 roku i trwał 22 lata. W 2002 roku papież Jan Paweł II ogłosił go Sługą Bożym . Beatyfikował go papież Benedykt XVI, a oficjalne ogłoszenie tego faktu nastąpiło 25 października 2009 roku w Mediolanie.

## Upamiętnienie
O księdzu Carlo Gnocchim opowiada włoski film telewizyjny z 2004 roku pt. Ojciec miłosierdzia.

## Twórczość
- Educazione del cuore (1937)
- Chrystus wśród Strzelców Alpejskich (Cristo con gli alpini, wyd. polskie 2015)